# 김현경 (미술가)
김현경(金賢卿, Kim Hyun Kyung, 1975년 3월6일~)은 자연을 모티브로 작업하는 대한민국의 수묵 화가이다.

(위 왼쪽부터 시계방향) 1980년 가족과 함께. 1997년 대학졸업식. 1994년 대학2학년 때 동양화과 실기실 본인그림 앞에서. 사진제공=김현경.

## 생애
김현경은 1975년 3월6일 전라남도 광주광역시에서 아버지 김동선(金同善,1939~2006), 어머니 조정희(趙貞姬,1940~)사이 2녀 중 막내로 출생했다. 공직자이신 아버지를 따라 초등학교 5학년 때 서울로 올라와 신구초등학교, 신사중학교, 현대고등학교를 졸업하였다.
중학교 때 미술에 재능을 보여 본격적으로 그림공부를 하게 되었다. 1993년 이화여자대학교 미술대학 동양화과에 입학하였고 동 대학원 동양화과 석사(99년), 박사(2017년)과정을 졸업했다. 재학 시 이규선(1938~2014), 유준영(1935~), 원문자(1944~), 오용길(1946~), 김보희(1952~), 오숙환(1952~), 이종목(1957~)교수에게 지도받았다.

## 수묵화 매력에 눈뜨다(1996~2006년)
채색구상화에서 비구상영역을 처음 접하게 된다. 미술대학졸업반 때로 분명한 흑백대비효과와 상상할 수 있는 가능성을 열어두는 신선함에 빠져 많은 작품을 제작했다. 수묵추상에 대한 의미와 인식을 익히고 깨닫게 된 시기이다.

(왼쪽 위)2002년 관훈갤러리 첫 개인전. (아래)The sound of nature, Colored Korean ink on paper, 2002. (오른쪽)Memory, 54×24㎝(each), Colored Korean ink on Paper, 2006. 사진제공=김현경.

(왼쪽 위)See, 132×162㎝ 장지 수묵, 2012. (중앙)The wind-The flying, 98×237㎝, 장지 수묵채색, 2010. (아래)The dream of butterfly, 90.5×207㎝ 장지 수묵채색, 2010. (오른쪽)Shine, 187×114㎝ 장지 청먹, 2012. 사진제공=김현경.

“김현경의 작품에서 볼 수 있듯 정형화된 형태를 드러내는 전래의 화법이 거의 무시되고 있다. 이는 문인화에 대한 새로운 도전이자 이해방식이라고 할 수 있다. 이 시대감각에 부응하는 새로운 개념의 사군자 또는 문인화의 가능성을 열고 그 지평을 넓히겠다는 의지를 보이는 것이다.”

## 대나무가 작업의 원천(2007~2012년)
수묵화에 대한 자신감을 획득한 때이다. 직선적인 대나무이미지에 매료되어 작업을 이끌고 가는 소재의 원천으로 자리 잡힌다. 번짐의 특성을 막는 마스킹(Masking)기법으로 곧고 깔끔하게 표출했다.
“분절된 이미지를 통해 대나무의 마디를 연상시킬 만한 조형적인 특징을 드러낸다. 수직과 수평의 기하학적인 패턴은 대나무의 변형이고 재해석인 것이다. 또 매화 작품에서는 화면구성이나 그 형태적인 해석에서 한결 부드럽고도 자유로운 전개를 목도할 수 있다. 문인화의 현대화라는 공통의 과제에 대한 개인적인 성과로 평가될 수도 있을 것이다.”
“김현경은 수묵을 중첩함으로써 이루어지는 독특한 심미적 특질에 주목하고 있다. 그것은 종이와 수묵이라는 특유의 물성을 축적함으로써 이루어지는 일종의 관계의 축적이다.”

(위 왼쪽)Dear. Time, 211×430㎝ Colored korean ink on paper, 2023. 사진=김태훈. (오른쪽)독일 카를스루에 작업실. 좌우=Another Space, 240×100㎝ Colored korean ink on paper, 2021. 가운데=Another Space, 240×120㎝ Colored korean ink on paper, 2021. 사진=Regina Draschle. (중앙)금호미술관전시전경. Untitle...sometime, 140×380㎝ Colored korean ink on paper, 2016. 사진=이만홍. (아래)Dear. Time, 140×384㎝ Colored korean ink on paper, 2024. 사진=송현주.

## 물성의 자연스러움을 품다(2013~현재)
물성을 조절하는 즐거움을 느껴 마스킹기법을 사용하지 않고 물 흐르는 대로의 수묵 고유성에 집중한다. 2018년부터는 수묵과 한지가 만났을 때 발현되는 시너지효과에 집중하게 되는데 한지를 접는 시도가 대표적이다. “집적되는 붓질, 불에 태운 한지 형상, 작업된 표면을 접는 기법은 현대성으로 향하는 김현경의 즉흥성과 예술적 몸놀림에서 일어나는 독자성이다.”
“김현경은 신비스러운 대숲의 발돋움을 묘사한다. 속이 빈 줄기는 일관된 전체의 일부가 되어 그 안에서 융합되고 소멸된다. 이는 댓잎이 비를 상기시키는 얼개와 유려하게 어우러질 수 있는 결정(結晶)으로 통하고, 빛의 굴절을 시각화하거나 극적요소를 추상적 깊이감으로 발현시킨다.”
“김현경이 대나무를 그린 가장 큰 이유는 대나무와의 동화(同化), 즉 심리적 위안과 함께 대나무의 성정인 곧고 강인한 기질에의 이끌림에 있다. 그것은 비록 사람이 아니지만 자신이 평생 본받고 기댈 수 있는 정신적 멘토로서 손색이 없다고 생각한 것이다.”
“김현경 작가 수묵화는 자연에너지의 빛과 눈에 보이지 않은 흐름에 조응한다. 극미한 것을 포착하고 그래픽기호로 표출하는 미학적 형태로, 이미지를 가로지르는 강력한 직선과 능숙한 명암 조절로 운용되는 순수하고 본질적인 기하학이다.”

## 평가
“김현경 작가는 전통과 현대의 관계성에서 작업한다. 동시에 현대적 맥락에서 수묵화를 다루기 때문에 동아시아뿐만 아니라 서구문화에 속한 관객모두에게 매혹적인 고찰의 대상이 된다.”
“그녀의 작품들은 수묵화의 근본 창작원리를 보여준다. 움직임의 리듬, 힘에 따라 변모되는 형색(形色)의 붓놀림, 다양한 음영으로 특징지어져 왔다.”
“김현경의 대나무 작업은 모든 사람에게 속하지만 혼자 재발견해야 하는 숨겨진 길 사이의 여백이다. 섬세하면서도 매우 엄격한 의식에서 비전을 열고, 우리의 상상력을 능숙하게 동원한다.”

## 개인전 단체전
'주요개인전’
- 2024 팔라조 드 프로바이저(Palazzo de probizer Isera) 이탈리아
- 2023 안상철 미술관, 양주
- 2021 금호미술관, 서울. 아줄레주 갤러리, 서울. 인사아트, 서울. 갤러리 다도, 서울. 갤러리 아트박(Gallery artpark) 카를스루에 독일.

- 2014 리 갤러리(LEE GALERIE), 베를린 독일.
- 2007 가나인사아트센터, 서울.
- 2002 관훈 갤러리, 서울.

'2인전’
- 2024  아줄레주 갤러리, 서울.
- 2021  갤러리 아트박(Gallery artpark) 카를스루에 독일.
- 2017  다도 갤러리(서울)

'주요단체전’
- 2024 Centuripe-Omaggio alla Tiledda(시실리 이탈리아), ART BIENNIAL(ECC-‘PERSONAL STRUCTURES’Palazzo Mora-베니스 이탈리아), 아트 카를스루에(Art Karlsruhe)
- 2022 ART BIENNIAL(ECC-‘PERSONAL STRUCTURES’ Palazzo Bembo-베니스 이탈리아). Korea contemporary art(카를스루에 독일)
- 2020 풍경을 그려내는 법(미술은행 소장품 기획전, 국립현대미술관청주)
- 2018 전남국제수묵비엔날레(목포문화예술회관)
- 2014, 2017 GlogauAir Open Studios(베를린 독일)

## 미술관소장
Comune di Isera(이탈리아), 안상철미술관, 국립현대미술관미술은행